# Palomonte
Palomonte es una localidad y comune italiana de la provincia de Salerno, región de Campania, con 4.143 habitantes.

## Evolución demográfica
| Gráfica de evolución demográfica de Palomonte entre 1861 y 2001 |
|                                                                 |
| Fuente ISTAT - elaboración gráfica de Wikipedia                 |